# Nanobiotechnologie
Nanobiotechnologie ist eine interdisziplinäre Technologie, in der sich Nanotechnologie und Biotechnologie überschneiden. Sie zielt auf die Nachahmung der Natur zu technischen Zwecken, wobei im Unterschied zur Bionik auf der nanoskaligen Ebene angesetzt wird. Das Bundesministerium für Bildung und Forschung hat die Nanobiotechnologie in seine Förderprogramme aufgenommen.

## Mögliche Anwendungsgebiete
Ein Ziel der Nanobiotechnologie ist die Kopplung biologischer und elektronischer Systeme. So sind inzwischen schon Rattennervenzellen in Silizium-Halbleiterstrukturen eingebaut worden, die eine direkte Übertragung der Nervenimpulse in Form elektronischer Signale ermöglichen. Über diesen Weg lassen sich beispielsweise Sehnerven direkt stimulieren, so dass Blinde ein grob gerastertes Bild wahrnehmen und schwarz-weiß unterscheiden können.
Eine weitere Anwendung sind Mikrosysteme wie Nanomaschinen (beispielsweise die molekulare Maschine) oder biomolekulare Motoren. Hierbei macht man sich die Bewegungsfähigkeit bestimmter Proteinkomplexe zu Nutze. Diese biomolekularen Motoren lassen sich grob in zwei Gruppen einteilen:

Schematische Darstellung eines F1-ATPase-Rotationsmotors

1. Rotationsmotor ⇒ ATP-Synthase:
Die ATP-Synthase ist ein Proteinkomplex, der in der Zelle unter anderem zur Energiegewinnung genutzt wird. Der Komplex besteht aus zwei funktionellen Einheiten: der F₀-Einheit mit einem Protonenkanal, welcher in die Membran integriert ist, und der F1-ATPase, die in den Untereinheiten Adenosintriphosphat (ATP) hydrolysieren bzw. synthetisieren kann. Die F1-ATPase wiederum besteht aus einem Ring von je drei α- und β-Untereinheiten, zwischen denen die katalytischen Zentren liegen. Der Verbindungsschaft wird unter anderem auch durch die γ-Untereinheit gebildet. Wenn Protonen aufgrund eines transmembranen Protonengradienten durch die F₀-Einheit fließen, rotiert der Verbindungsschaft der F1-ATPase im Uhrzeigersinn.  Es ist bereits gelungen, den Verbindungsschaft (γ-Untereinheit) einer F1-ATPase mit einem Rotorblatt aus Nickelmetall zu versehen und zum Laufen zu bringen.
2. Linearmotorsysteme aus Motorprotein (Myosin oder Kinesin) und Schienensystem (Actinfilamente für Myosin oder Mikrotubuli für Kinesine) Für die Linearmotorsysteme wäre eine Anwendung als Shuttle zwischen zwei Punkten, mit der Fähigkeit zur Be- und Entladung, denkbar.

Schematische Darstellung der Funktionsweise des Maltose-bindenden Proteins

Weiterhin sind biobasierte Sensoren denkbar. Das Maltose-bindende Protein, das seine Konformation ändert, sobald ein spezifisches Molekül (hier die Maltose) an das Protein bindet, ist ein Beispiel für ein Proteinsystem, das reversibel auf chemische Veränderungen reagiert. So ist es bereits gelungen, das isolierte Protein (über einen biomolekularen Anker und eine Komplexierung mit Nickel an eine selbstorganisierte Monoschicht) auf einer Goldelektrode zu binden. In das Protein wurde an einer bestimmten Stelle eine redoxaktive Rutheniumgruppe eingefügt, so dass diese durch die hervorgerufene Strukturänderung von einer relativ oberflächennahen Position in eine weiter entfernte Stellung gebracht wird. Der Abstand der Rutheniumgruppe von der Elektrodenoberfläche lässt sich als elektrochemisches Signal detektieren. So könnten Biosensoren entwickelt werden, mit denen sehr geringe Mengen Maltose (oder andere Moleküle) detektiert werden können.
Weitere mögliche Anwendungen sind:
- Selbstorganisierende Monoschichten (self-assembled monolayer, SAM)
- „Nanokabel“, die mit Hilfe eines DNA-Templates hergestellt werden und beispielsweise in der Computertechnik eine Anwendung finden könnten.
- Selektive DNA-Hybridisierungsverfahren technisch nutzbar, durch gezielte Verknüpfung von Komponenten mit entsprechenden DNA-Strängen

## Belege
1. ↑  Martin Norwig, Kristian Köchy, Georg Hofmeister: Nanobiotechnologien – Einleitung. In: Kristian Köchy, Martin Norwig, Georg Hofmeister (Hrsg.): Nanobiotechnologien. Philosophische, anthropologische und ethische Fragen. 2008, S. 9–24, hier 9 f.